# Orgilus woldai
Orgilus woldai är en stekelart som beskrevs av Van Achterberg 1987. Orgilus woldai ingår i släktet Orgilus och familjen bracksteklar. Inga underarter finns listade i Catalogue of Life.